# Norvegia
La Norvegia, ufficialmente Regno di Norvegia (Kongeriket Norge in bokmål; Kongeriket Noreg in nynorsk; Norgga gonagasriika in sami settentrionale; Vuona gånågisrijkka in sami di Lule; Nöörjen gånkarïjhke in sami meridionale), è uno Stato monarchico di tipo parlamentare dell'Europa settentrionale che fa parte della NATO, dell'ONU, dello Spazio economico europeo e del Consiglio Nordico (Comprendente anche Islanda, Danimarca, Svezia e Finlandia).
Il territorio è compreso in maggioranza nella penisola scandinava, fino a estendersi alle isole Svalbard (in prossimità del polo nord), all'isola di Jan Mayen (al largo delle coste groenlandesi) e all'isola Bouvet, vicina all'Antartide, che non è rientrante nel trattato Antartico.
Sono rivendicati anche i territori antartici della Terra della Regina Maud e dell'isola Pietro I. La Norvegia confina a est con la Svezia e a nord-est con la Finlandia e con la Russia, mentre a sud lo Skagerrak la separa dalla Danimarca. L'estesa costa norvegese, che si affaccia sull'oceano Atlantico e sul mare di Barents, è incisa da fiordi famosi in tutto il mondo. Le isole Svalbard e quella di Jan Mayen sono classificate al penultimo posto nella lista degli stati e dipendenze per densità di popolazione in ordine decrescente.
La storia della Norvegia ha inizio con i grandi mutamenti geologici e le ere glaciali che diedero vita ai celebri fiordi norvegesi. Fu proprio in questo ambiente proibitivo che giunsero dalla Siberia i primi abitanti del Paese, ovvero gli antenati degli odierni sami. Tuttavia, la storia norvegese è profondamente segnata dalla dominazione vichinga, che si estese ben presto in tutta l'area settentrionale dell'oceano Atlantico, gettando ombre e terrore anche sul mar Mediterraneo. Di grande importanza è la storia della Norvegia, che per secoli subì la dominazione della Danimarca e della Svezia. Prima la costituzione ottenuta nel 1814 – quando il Paese passò dalla dominazione danese a quella svedese – e poi l'indipendenza dalla Svezia nel 1905 hanno contribuito a creare un forte orgoglio nazionale tuttora esistente.
La nuova Norvegia indipendente (con Oslo come capitale) presentava condizioni di vita estremamente misere che costrinsero molti norvegesi all'emigrazione e a ciò si aggiunse anche la difficilissima esperienza della seconda guerra mondiale segnata dall'occupazione tedesca. Nei decenni successivi la Norvegia è passata dall'essere una società rurale a una società industriale urbanizzata: la svolta è arrivata alla fine degli anni sessanta con la scoperta del petrolio e del gas naturale, che in breve tempo ha reso la Norvegia uno degli Stati più ricchi del mondo. Infatti la Norvegia raggiunge le vette negli indici di vita, classificandosi prima per indice di sviluppo umano e per indice di progresso sociale.

## Storia
I primi insediamenti in Norvegia risalgono circa all'8000 a.C., testimoniati dai dipinti rupestri ritrovati ad Alta, fatti da cacciatori che vivevano al sud e si spostavano al nord durante l'estate. Tuttavia la Norvegia ebbe poca importanza fino ai tempi dei Vichinghi. Intorno al 700 questo popolo fondò nel territorio norvegese 29 piccoli regni che si unificarono nell'872 sotto il re Harald I Hårfagre. Questo regno durò fino al 1319. In questo arco di tempo vennero acquisite dipendenze come l'isola di Man, la penisola di Kola, la Groenlandia e l'Islanda. Inoltre attraverso Olav Haraldsson (oggi santo patrono del Paese) venne introdotto il Cristianesimo.
Nel 1319, il re Haakon morì senza eredi e l'unica figlia sposò il figlio cadetto di Magnus III re di Svezia. Il figlio dei due ereditò così entrambi i regni, che vennero uniti nell'Unione di Kalmar alla Danimarca. La fusione durò dal 1397 al 1523, quando la Svezia ne uscì. La Norvegia rimase unita alla Danimarca fino al 1814, quando, dopo la guerra delle cannoniere, fu ceduta al regno di Svezia. Finalmente, il 26 ottobre 1905 venne riconosciuta in modo pacifico la sua indipendenza e Haakon VII divenne re. Per evitare futuri rischi di discordie tra i due Paesi, le due case regnanti di Svezia e di Norvegia stipularono un accordo che prevede la rinuncia al trono da parte di uno dei due sposi in caso di matrimonio tra principi ereditari delle rispettive casate.

### Le due guerre mondiali
Durante la prima guerra mondiale la Norvegia rimase neutrale, anche se divenne fornitore di viveri alla Gran Bretagna, che le diede il titolo di "alleato neutrale". Anche durante la seconda guerra mondiale rimase neutrale; ciononostante, a causa della sua posizione strategica, venne invasa il 9 aprile 1940 (con l'operazione Weserübung) dalla Germania, che si impossessò del territorio e costrinse il governo norvegese a svolgere la propria attività in esilio a Londra. In Norvegia si insediò quindi Vidkun Quisling, che venne nominato Fører di tutto il Paese.
Durante il 1945, però, l'esercito norvegese guadagnò posizioni sui tedeschi, grazie all'aiuto di Francia e Gran Bretagna. Il 7 giugno dello stesso anno il re di Norvegia poté fare rientro in patria.
Nel 1949 il Paese è entrato a far parte dell'alleanza NATO.

## Geografia
Situata in Nord Europa, la Norvegia comprende la parte occidentale della Scandinavia. Le sue coste frastagliate sono rotte da enormi fiordi e migliaia di isole che si estendono per molti chilometri. La linea di confine è condivisa con la Svezia per 1619 km, con la Finlandia per 727 km e infine a est con la Russia per 196 km. In Norvegia si trova il punto più a nord dell'Europa continentale.
La Norvegia è lo stato europeo più settentrionale, spingendosi alla latitudine di 71°11' dove si trova il promontorio di Knivskjellodden, situato di poco più a nord rispetto al Capo Nord. Occupa anche la parte più occidentale della penisola scandinava, estendendosi per circa 1700 km da nord a sud. È attraversata dal circolo polare artico; per questo nelle zone settentrionali si possono osservare fenomeni come il sole di mezzanotte in estate e l'aurora boreale in inverno.
Fa parte della regione biogeografica boreale.

### Morfologia
Il territorio della Norvegia continentale si estende per 323802 km² ed è principalmente montuoso, essendo attraversato da nord a sud dai Monti Scandinavi. Il punto più alto è rappresentato dal Galdhøpiggen (2 469 m), situato nel massiccio del Jotunheimen; le altre cime più alte sono il Glittertind (2 465 m), fino a poco tempo fa considerato come la vetta maggiore e lo Store Skagastølstind (2 403 m). Nella parte meridionale ci sono molte zone costiere e pianeggianti.
Legato geologicamente allo scudo baltico, il territorio norvegese ha una conformazione che di recente ha subito il sollevamento terziario e la creazione dei fiordi, avvenuta nell'ultima fase di erosione. Perciò la struttura di base, che risale a ere molto antiche, è formata da un penepiano - ovvero una superficie di riempimento quasi piatta che può diventare pianura (se a livello del mare) o essere considerata altopiano - di rocce, su cui, durante l'orogenesi caledoniana, si innalzò violentemente la catena montuosa che oggi è la spina dorsale della penisola scandinava; la stessa catena montuosa è poi il luogo di nascita di molti fiumi (diretti sia verso l'oceano Atlantico e che quindi attraversano la Norvegia sia verso il Golfo di Botnia e che quindi attraversano la Svezia), nonché confine naturale e politico tra i due stessi Paesi. Inoltre, nel Quaternario ebbe anche inizio l'opera di erosione e di modellamento delle glaciazioni, che scavarono profonde valli, arrotondarono i rilievi e consolidarono la rete fluviale.
In Norvegia sono frequentissimi gli altopiani, incisi dalle valli scavate dai ghiacciai; elemento dominante nel centro-sud del Paese, l'altopiano è quasi assente nell'estremo nord. Nella zona più settentrionale (Finnmark) il rilievo comprende un unico vasto altopiano alto dai 300 ai 500 metri, il cui paesaggio è sporadicamente interrotto solo da alcuni gruppi collinari rari e non molto alti. Da qui si sviluppa lungo la costa la catena montuosa che corre verso sud-ovest e che attraversa tutto il Paese. La parte centromeridionale è la più elevata e comprende anche alcuni ghiacciai oltre i 2 000 m.
In generale il versante occidentale è ripido e scavato da valli che terminano sul mare formando i fiordi. Il lato interno dei Monti Scandinavi ha invece un'inclinazione più dolce.
A tutte le latitudini sorgono porti e città ben riparati come Stavanger, Bergen (talmente protetta da essere una delle città norvegesi più piovose e meno nevose in assoluto), Trondheim, Bodø, Narvik e Tromsø. Infine, di fronte alle coste emergono ovunque, tranne che nell'estremo tratto sud-orientale, isole e arcipelaghi come Senja e Kvaløya e gli arcipelaghi delle Vesterålen e delle Isole Lofoten.

### Idrografia

#### I fiumi
I fiumi norvegesi hanno corso breve a causa dei rilievi. Il più lungo è il Glomma (570 km), che sfocia nell'Oslofjord, mentre altri importanti sono il Pasvikelva (145 km) e il Numedalslågen (352 km).

#### I laghi

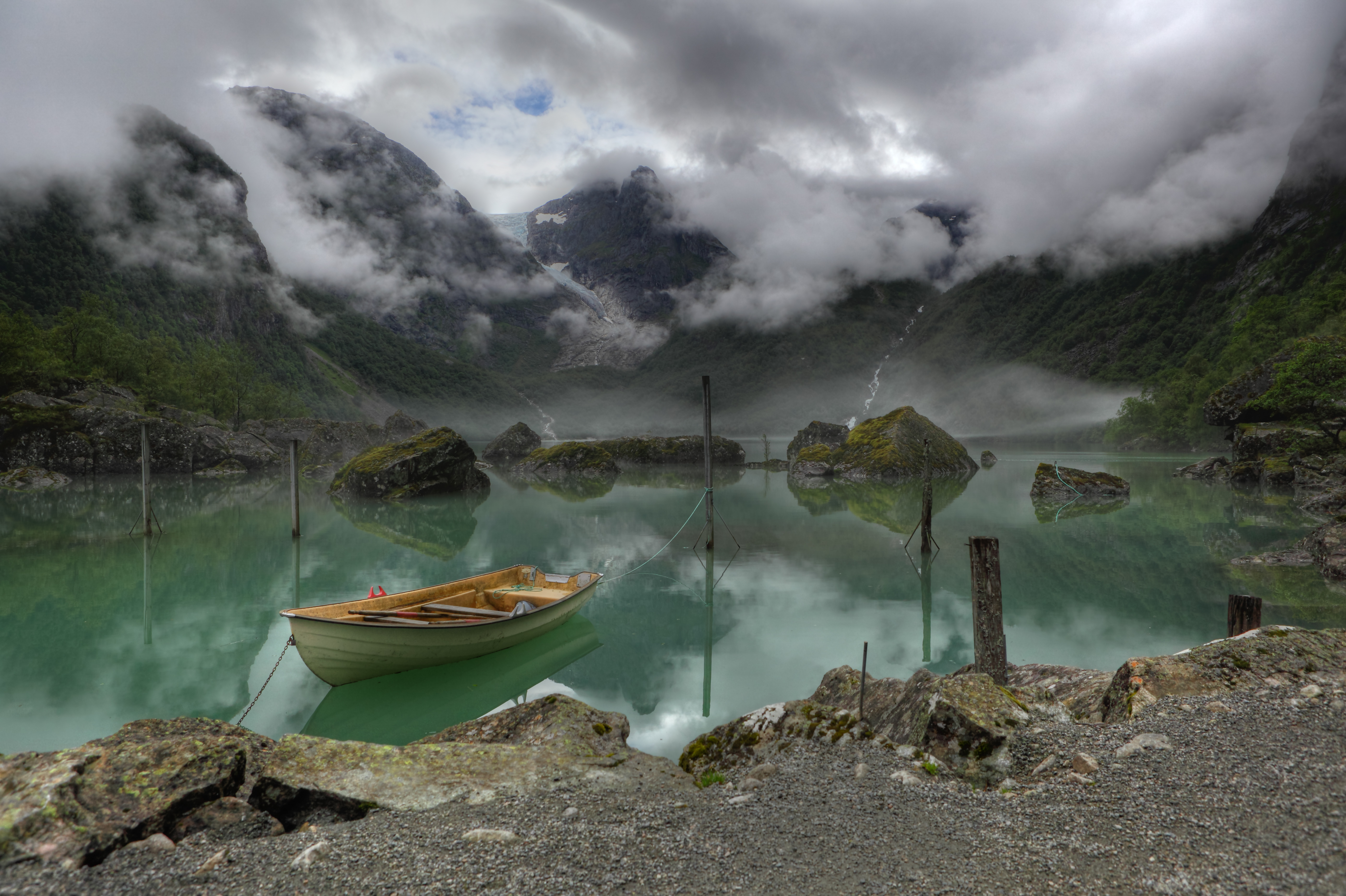
Lago Bondhus

I laghi invece sono molto numerosi, circa 450000, di cui solo quattrocento però con area superiore a 5 km². Il più grande di essi è il Mjøsa (365 km²), seguito da Røssvatnet (210 km²) e dal Femund (204 km²).

#### Cascate
Il Paese è ricco di cascate; la più alta è Vinnufossen, situata nella contea Møre og Romsdal e compie un salto di 865 m.
Ci sono diversi posti nell'area circostante il fiordo di Sogne in cui si possono ammirare maestose cascate che si gettano giù dai ripidi fianchi delle montagne. Alcune di queste cascate sono tra le più alte della Norvegia.
La cascata Vettisfossen a Årdal ha un dislivello di 275 metri ed è la cascata protetta più alta della Norvegia. Altre cascate famose sono Kjosfossen nella Flåmsdalen, Feigumfossen a Luster e Kvinnafossen tra Leikanger e Hella.

#### Ghiacciai
Il ghiacciaio più grande è lo Jostedalsbreen, con una superficie di 487 km².

#### Le coste

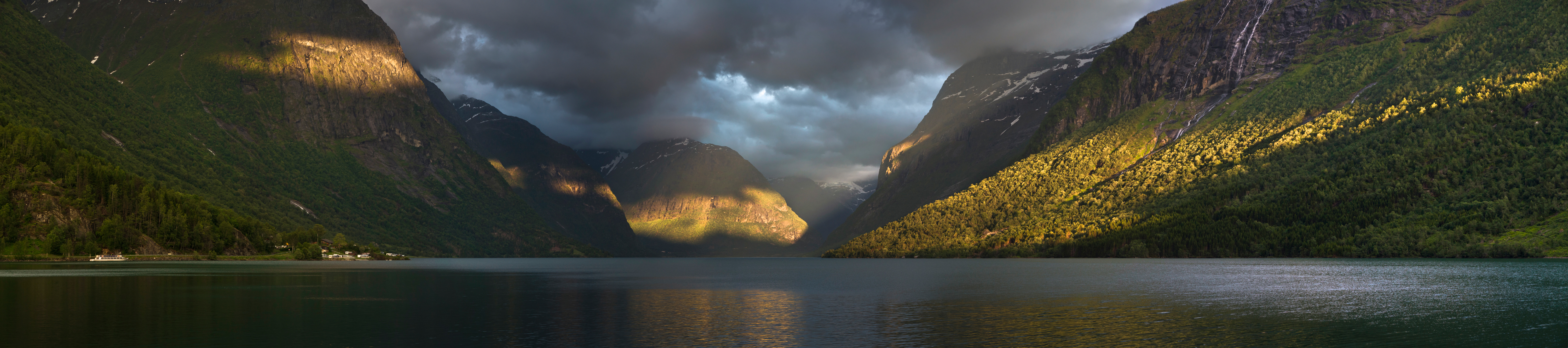
Veduta di uno dei fiordi.

L'aspetto più caratteristico del territorio norvegese è l'estesissimo sviluppo delle sue coste: oltre 21000 km comprendendo tutte le isole. Le coste sono molto frastagliate e intervallate dalle profonde insenature dei fiordi.

### Clima

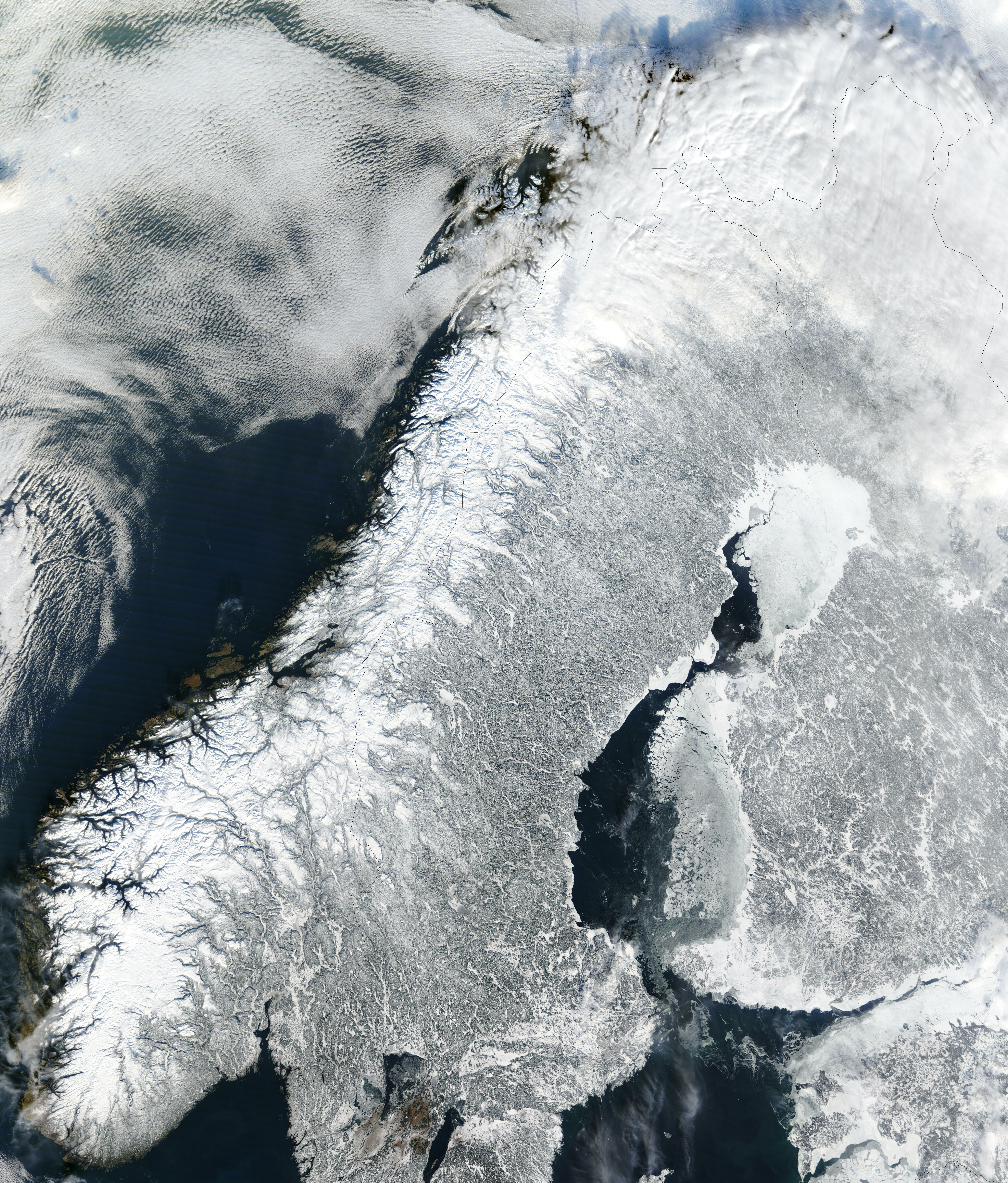
Un'immagine satellitare della Norvegia in inverno

Il clima della Norvegia, atlantico e artico, è relativamente mite rispetto alla latitudine: questo grazie alla Corrente del Golfo, che partendo dal Messico viene a riscaldare le acque marine delle coste atlantiche rendendo le temperature medie annuali superiori allo zero anche in zone molto più a nord del Circolo polare artico. Questo evita la formazione di ghiacci marini, favorendo le attività portuali e di pesca. Le temperature medie annue delle coste vanno dai circa 7-8 °C della città di Stavanger ai 3-4 °C di Trondheim, fino ai 2-3 °C di Vadsø. Il rovescio della medaglia, però, è dato dalle tempeste che si formano in mare aperto intorno all'Islanda, per contrasto tra l'aria fredda continentale (proveniente da Groenlandia e isole canadesi) e le tiepide acque dell'oceano: queste tempeste, foriere di precipitazioni abbondanti, sono comuni soprattutto durante l'autunno e all'inizio dell'inverno. Durante l'estate inoltre possono esserci periodi particolarmente freschi e piovosi, oltre che con caratteristiche di spiccata variabilità. La temperatura media del mese di luglio è comunque superiore ai 15 °C su tutta la fascia costiera centro-meridionale fino alla regione di Sogn og Fjordane.
Diversa è la situazione a Oslo, dove le estati sono tiepide: la temperatura media di luglio è di 17 °C e grazie alle molte ore di luce sono possibili temperature massime vicine ai 30 °C tra giugno e luglio. Per contro gli inverni sono freddi (circa −5 °C di media a gennaio) perché l'effetto mitigatore della Corrente del Golfo è bloccato dalle montagne: nei mesi più freddi si scende facilmente sotto i −20 °C, e non è raro avere minime intorno allo zero a maggio e settembre. Il vero "freddo" invernale si incontra nelle zone interne, soprattutto le contee di Oppland e Finnmark: in quest'ultima è stato registrato il record minimo di temperatura, −51 °C a Karasjok.
Le precipitazioni sono piuttosto abbondanti sulle regioni atlantiche, specialmente nella zona montuosa sud-occidentale (da 1500 a 3000 mm di pioggia e neve). Sono meno abbondanti al nord, ancora meno nelle zone coltivate e vicine alla capitale, con circa 600 mm all'anno. Il picco massimo è estivo o tardo-estivo nelle regioni più continentali, Oslo compresa, mentre sulla costa atlantica sudoccidentale è situato in autunno e anticipa sempre di più man mano che si sale verso nord.

## Società

### Demografia

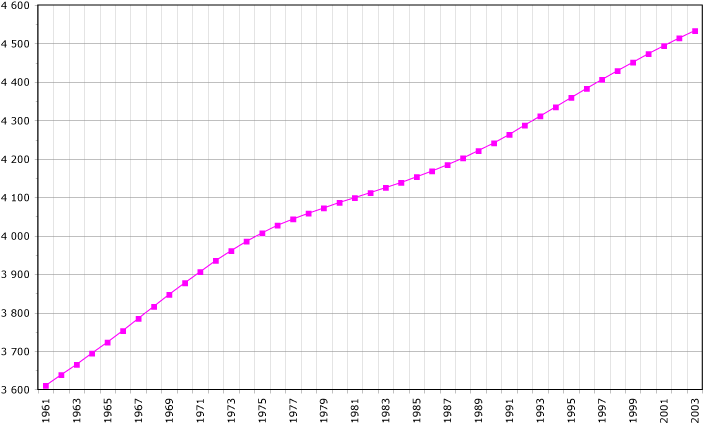
Andamento della popolazione Norvegese dal 1961 al 2003

La popolazione è di 5 550 203 abitanti (2024).

### Etnie
La maggior parte degli abitanti è di etnia norvegese, con forti minoranze Sami (nella città di Kautokeino raggiungono il 70% degli abitanti) e finlandesi, specialmente al nord.
Oslo è il centro maggiormente multietnico del Paese, dove, oltre ai sami, vi sono immigrati che provengono principalmente da Pakistan, Marocco, Kurdistan e Iraq, oltre ai vicini danesi e svedesi. Gli immigrati in Norvegia sono circa 387000, ossia il 7,4%, ma, considerando anche gli stranieri che hanno acquisito la cittadinanza, questa percentuale sale circa al 10%.
Anche in virtù del flusso migratorio maschile, il tasso di mascolinità in questo Paese supera quello di femminilità.

### Religione

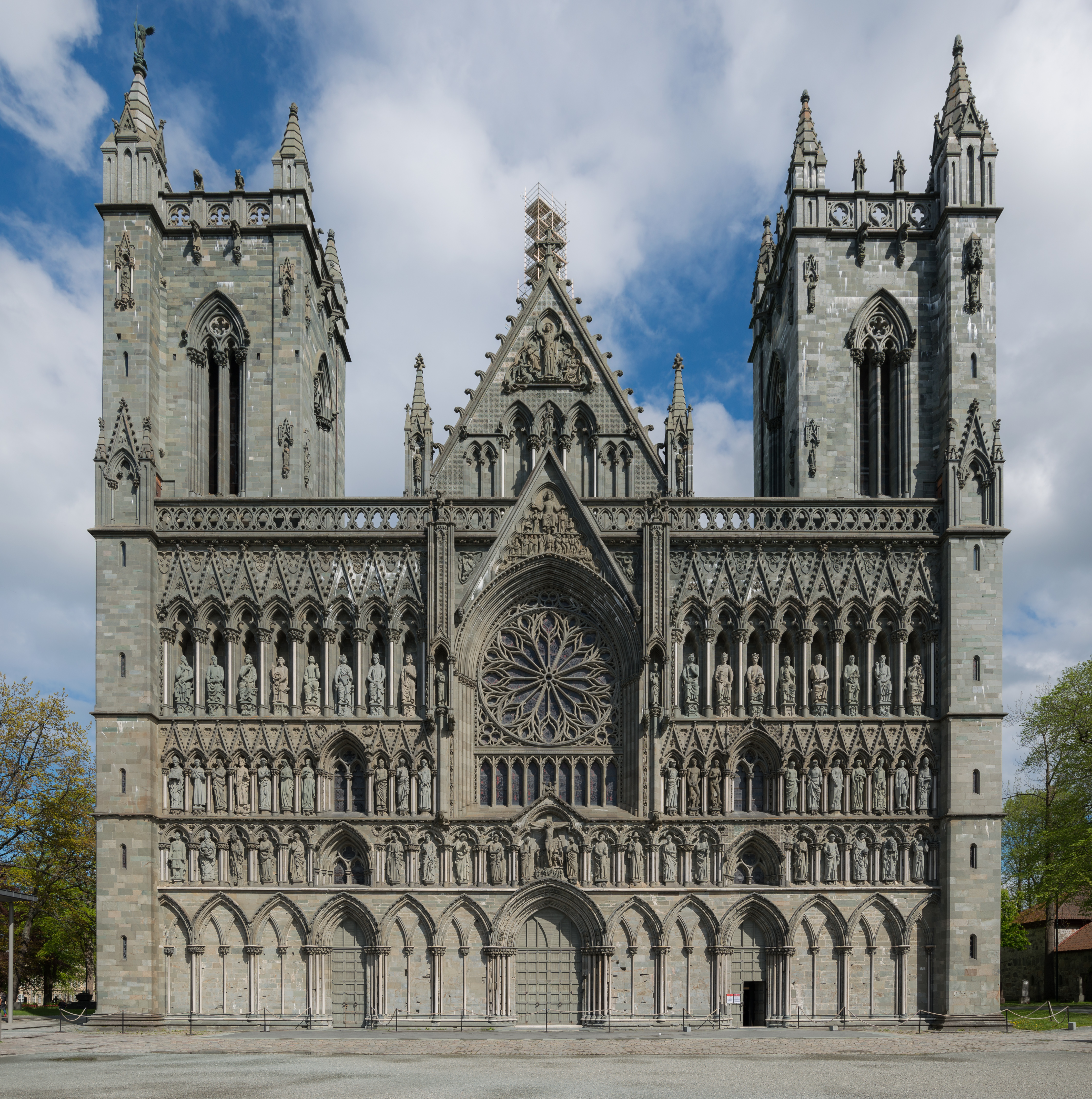
Facciata ovest della cattedrale di Trondheim

Nel X secolo, con la salita al potere del re Aroldo "dente azzurro", fu proibita la pratica del paganesimo norreno e iniziò la conversione del popolo al cristianesimo. Nella Norvegia contemporanea, però, vige la totale libertà di culto, come in tutte le democrazie liberali.
Al 2019 il 69% dei norvegesi appartiene alla Chiesa di Norvegia, che si basa sulla dottrina protestante luterana; questa è stata, fino al 1º gennaio 2017, religione di Stato, ma con l'entrata in vigore della riforma costituzionale è stata ufficializzata la laicità dello Stato.
Tra le religioni minoritarie, le più diffuse sono l'Islam (2%) e il Cattolicesimo (1,21%). Il resto della popolazione è in larga misura non-religioso, formato da atei e agnostici.

### Lingue
Bokmål
     Nynorsk
     Neutrale

Mappa delle forme scritte ufficiali del norvegese nei vari comuni della Norvegia:
Bokmål
Nynorsk
Neutrale

La lingua ufficiale in Norvegia è il norvegese, che è però diviso in due differenti forme scritte: il bokmål e il nynorsk. La prima, più diffusa, è utilizzata come prima lingua dall'85% dei norvegesi; la seconda è utilizzata dal rimanente 15%, specialmente nella regione del Vestlandet. Nelle scuole norvegesi vengono insegnate entrambe le forme. Ai comuni norvegesi è lasciata la libertà di scegliere quale forma utilizzare, anche se la maggior parte sceglie la neutralità, ovvero utilizza sia il bokmål sia il nynorsk.
Alcune municipalità del Finnmark e del Troms utilizzano come lingua ufficiale anche il sami o il finlandese (le minoranze linguistiche più forti).
Tutti i norvegesi comprendono sia il danese sia lo svedese per via della grandissima somiglianza fra le tre lingue. Anche l'inglese è molto conosciuto, essendo parlato fluentemente da praticamente tutta la popolazione.

### Moneta
La moneta in uso è la Corona norvegese.

## Ordinamento dello Stato

### Suddivisioni amministrative
Amministrativamente la Norvegia è divisa in 15 contee, chiamate fylker (fylke al singolare). All'interno delle contee vi sono 357 comuni (a cui si aggiunge Longyearbyen). Vi sono inoltre due tipi di divisioni informali: 47 distretti all'interno delle contee e 5 regioni.
| #  | Contee (Fylker) 2024 | Centro amministrativo |
| -- | -------------------- | --------------------- |
| 3  | Oslo                 | Oslo                  |
| 11 | Rogaland             | Stavanger             |
| 15 | Møre og Romsdal      | Molde                 |
| 18 | Nordland             | Bodø                  |
| 31 | Østfold              | Sarpsborg             |
| 32 | Akershus             | Oslo                  |
| 33 | Buskerud             | Drammen               |
| 34 | Innlandet            | Hamar                 |
| 39 | Vestfold             | Tønsberg              |
| 40 | Telemark             | Skien                 |
| 42 | Agder                | Kristiansand          |
| 46 | Vestland             | Bergen                |
| 50 | Trøndelag            | Steinkjer             |
| 55 | Troms                | Tromsø                |
| 56 | Finnmark             | Vadsø                 |

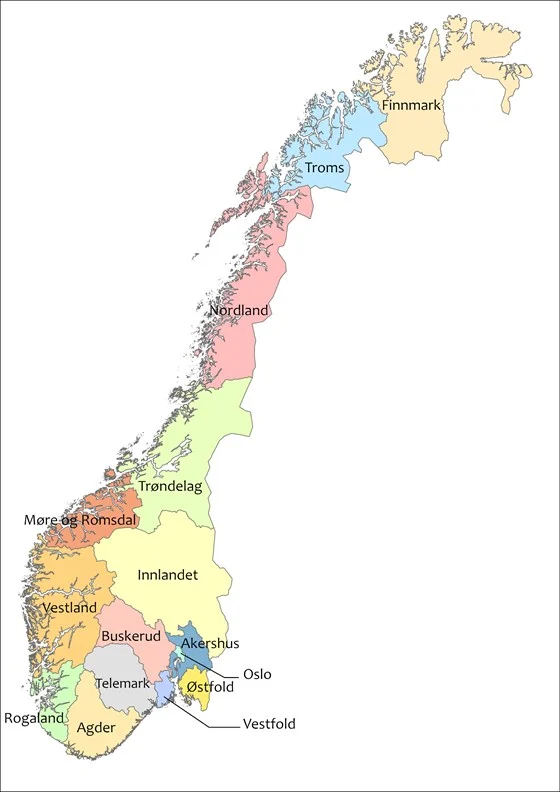
Contee (Fylker) 2024

La Norvegia, al 2024, è così divisa:
- 1 Regno (Kongeriket)
  - 5 Regioni (Landsdeler)
    - 15 Contee (Fylker)
      - 47 Distretti (Distrikt)
        - 15 Comuni di Contea (Fylkeskommuner)
        - 357 Comuni (Kommuner)
          - 995 Aree Urbane (Tettsteder)
            - 7 Municipalità (Bydeler)
              - Circoscrizioni (Delområder)
                - Quartieri (Grunnkretser)

          - Aree Suburbane (?)
            - Sezioni (?)

  - 1 Governatorato (Syssel): Isole Svalbard (Svalbard)
  - 3 Territori Dipendenti (Biland): Isola Bouvet (Bouvetøya), Terra della Regina Maud (Dronning Maud Land), Isola Pietro I (Peter I Øy)

### Istituzioni

#### Ordinamento scolastico
In Norvegia la scuola è obbligatoria dai sei ai sedici anni. L'anno scolastico dura dalla metà di agosto alla fine di giugno.

#### Università
Il 2 settembre 1811 venne fondata dal re Federico VI di Danimarca la più antica università della Norvegia: l'Università di Oslo, considerata al 2024 fra le cento migliori al mondo. Altri atenei importanti sono l'Università di Bergen e l'Università di Tromsø. La piccola Università delle Svalbard, invece, risulta rilevante nonostante il numero estremamente ridotto di studenti grazie al suo essere l'istituzione di istruzione superiore più a nord nel mondo, cosa che le ha permesso di specializzarsi in studi artici. Al 2018, il tessuto universitario norvegese consisteva in dieci università vere e proprie, nove università specializzate (ossia atenei specializzati su una sola area di studio) e quattordici college universitari di scienze applicate.

#### Forze armate
Le forze armate norvegesi sono composte (dati 2009) da circa 23 000 persone, inclusi gli impiegati civili. L'esercito venne istituito nel 1628 dal re Cristiano IV come difesa da attacchi stranieri. Il servizio militare è obbligatorio per uomini e donne, dura dodici mesi e prevede dei periodi di addestramento supplementare. Inoltre è presente una forza di difesa locale, suddivisa in piccole unità, addestrata per compiti speciali. Dal 1949 fa parte della NATO (il cui segretario generale è, dal 1º ottobre 2014, proprio un ex Primo Ministro norvegese: Jens Stoltenberg) e ha partecipato all'ISAF in Afghanistan.

## Politica
La Norvegia è una monarchia parlamentare. Le funzioni del Re, oggi Harald V di Norvegia, sono soprattutto cerimoniali. Il Consiglio di Stato è composto dal Primo Ministro e dai suoi Ministri, nominati formalmente dal Re. Il parlamento norvegese, lo Storting (noto anche come Stortinget, che significa "il parlamento"), ha 169 membri. I deputati vengono eletti ogni quattro anni dalle quindici contee con sistema proporzionale. Fino al 2009 lo Storting si divideva in due camere, Odelsting e Lagting, anche se nella maggior parte dei casi funzionava come un parlamento unicamerale. La Costituzione della Norvegia risale al 17 maggio 1814.
Nel Democracy Index del 2023, stilato dal The Economist, la Norvegia è stata classificata come "democrazia completa" e ha ottenuto un punteggio di 9,81 su una scala da 0 a 10, mantenendo quindi il primo posto in classifica che detiene da quattordici anni. La Norvegia si è anche classificata al primo posto, con un punteggio di 91,89 su 100, nella classifica dell'Indice della libertà di stampa stilata da Reporter senza frontiere nel 2024.
La storia politica Norvegese del secondo dopoguerra è stata segnata da governi del centrosinistra socialdemocratico (Partito Laburista), talvolta appoggiato anche dalla sinistra demo-socialista (Partito Socialista di Sinistra) e/o dal centro agrario, ambientalista e autonomista (Partito di Centro), alternati a governi del centrodestra liberal-conservatore (Høyre), spessissimo in coalizione con il centro democristiano (Partito Popolare Cristiano) e con l'appoggio aggiuntivo del centro agrario già citato e/o di quello socio-liberale (Venstre) e/o, di recente, della destra nazional-conservatrice (Partito del Progresso); nondimeno, il fortissimo peso elettorale del Partito Laburista, a lungo perno della vita politica nazionale, ha portato anche alcuni piccoli partiti di centrosinistra ad allearsi con il centrodestra pur di garantire una sana alternanza. Tutto ciò ha contribuito alla formazione di un modello socio-economico coerente con quello delle altre nazioni nordiche, ossia improntato soprattutto sulla socialdemocrazia e quindi su una sintesi fra socialismo e capitalismo resa attraverso un bilanciamento fra libertà di mercato e concorrenza, stato sociale (istruzione, sanità, infrastrutture, misure pubbliche a contrasto della povertà, eccetera), tutele sindacali per i lavoratori e tassazione progressiva. Da questi punti di vista, sono stati particolarmente importanti i tre governi di Einar Gerhardsen (dal 1945 al 1951, dal 1955 al 1963 e dal 1963 al 1965).
Dal 2021 il Primo ministro è Jonas Gahr Støre, leader del partito Partito Laburista, a capo di un governo di minoranza che comprende anche il Partito di Centro.

### Unione europea
La Norvegia non aderisce all'Unione europea, ma ha comunque firmato un accordo, nel 1994, per la partecipazione alla Associazione Europea di Libero Scambio (EFTA) e allo Spazio Economico Europeo (SEE); inoltre fa parte dell'Area Schengen e a Oslo è presente una delegazione ufficiale dell'UE.
La Norvegia ha indetto due referendum per l'entrata nell'Unione europea, ed entrambe le volte i cittadini hanno bocciato la proposta, sebbene con un lieve margine. Al primo referendum, tenutosi il 25 settembre 1972, il 53,5 % dei votanti fu contrario all'adesione all'UE. Nel secondo referendum, tenutosi il 27 e 28 novembre 1994, la maggioranza scese al 52,2 % dei votanti. In alcune zone, come Oslo, la maggioranza dei cittadini ha votato a favore dell'adesione all'UE.

### Giustizia
In ogni contea ha sede un Tribunale di conciliazione, che giudica direttamente i casi di minore entità. La magistratura civile e penale è invece unificata. La gerarchia ordinaria prevede i Tribunali distrettuali, le Corti d'Appello e la Corte suprema (con sede a Oslo). La Corte d'appello si occupa dei reati gravi (delitti, eccetera...), mentre la competenza della Corte suprema nelle cause penali è limitata alle questioni di diritto. Tutti i giudici sono nominati dal re. In Norvegia dal 1963 è stata istituita la figura dell'Ombudsman (eletto ogni quattro anni dal Parlamento), che ha il compito di assistere i cittadini vittime di errori o abusi della pubblica amministrazione. I componenti del Lagting e i membri ordinari dell'Alta corte (l'Høyestereth) formano un'Alta corte del Regno (il Riksrett), con la funzione di giudicare i ministri, i componenti della stessa Alta corte e dello Storting.

### Diritti civili
Come tutta la Scandinavia, la Norvegia è molto liberale nei confronti dei diritti concessi alle persone omosessuali, bisessuali e pansessuali: nel 1981 è diventato il primo Paese al mondo ad applicare leggi contro l'omofobia; nel 1993 ha legalizzato le unioni civili; nel 2009 è entrata in vigore la legge che ha legalizzato il matrimonio tra persone dello stesso sesso e, conseguentemente, il diritto all'adozione di bambini; dal 2023 le terapie di conversione sono illegali.
Quanto alle persone transgender, dal 2016 ai maggiori di sedici anni è consentito il cambio di sesso nei documenti ufficiali senza alcun tipo di diagnosi o intervento medico, però l'accesso alle terapie ormonali e agli interventi chirurgici per l'affermazione del genere richiede ancora una diagnosi psichiatrica.
La Norvegia è considerata una nazione fortemente progressista anche per quanto riguarda i diritti delle donne, come l'accesso sicuro all'interruzione volontaria di gravidanza presso il servizio sanitario nazionale e la lotta agli stereotipi di genere.

## Economia
Dal 2001 al 2022, la Norvegia è stata nominata la nazione con l'indice di sviluppo umano più alto del mondo per ben sedici anni e nei restanti è comunque rimasta sul podio insieme a Islanda e Svizzera. Il PIL pro capite stimato dal Fondo Monetario Internazionale per la Norvegia nel 2024 è di 94 660 $, cioè il quarto al mondo, che diventa nono a parità di potere d'acquisto con un valore di 82 832 $, visto l'alto costo della vita; ciò nonostante, nel Legatum Prosperity Index del 2023, la Norvegia è risultata essere la seconda nazione al mondo per reddito disponibile medio adeguato al potere d'acquisto, mentre per il The Economist la Norvegia risulta essere in assoluto la nazione col PIL pro capite più alto al mondo proprio laddove relazionato al costo della vita e anche alle ore di lavoro. Per quanto riguarda invece il fondo sovrano d'investimento norvegese, gestito dalla banca centrale (Norges Bank), esso è il più grande al mondo: a inizio 2024 corrispondeva a 1 756 328 646 175 $. Inoltre, nell'Indice della libertà economica stilato dal The Wall Street Journal e dalla Heritage Foundation nel 2023, la Norvegia si è classificata dodicesima nel mondo.
Un importante fattore per la crescita economica norvegese è stato l'aver aderito all'Associazione Europea di Libero Scambio e poi allo Spazio Economico Europeo, potendo così commerciare con le nazioni dell'UE senza dazi e rallentamenti doganali. In compenso la Norvegia è tenuta ad attuare una legislazione simile a quella delle nazioni dell'Unione europea in campi come la politica sociale, la protezione dei consumatori, l'ambiente, le leggi sulle imprese e le statistiche.
È infine da ricordare l'importante contributo, in campo accademico, di Ragnar Frisch: egli fu, assieme all'olandese Jan Tinbergen, il primo vincitore del Premio Nobel per l'economia, nel 1969, per aver sviluppato e applicato modelli dinamici per l'analisi dei processi economici.

### Settore primario

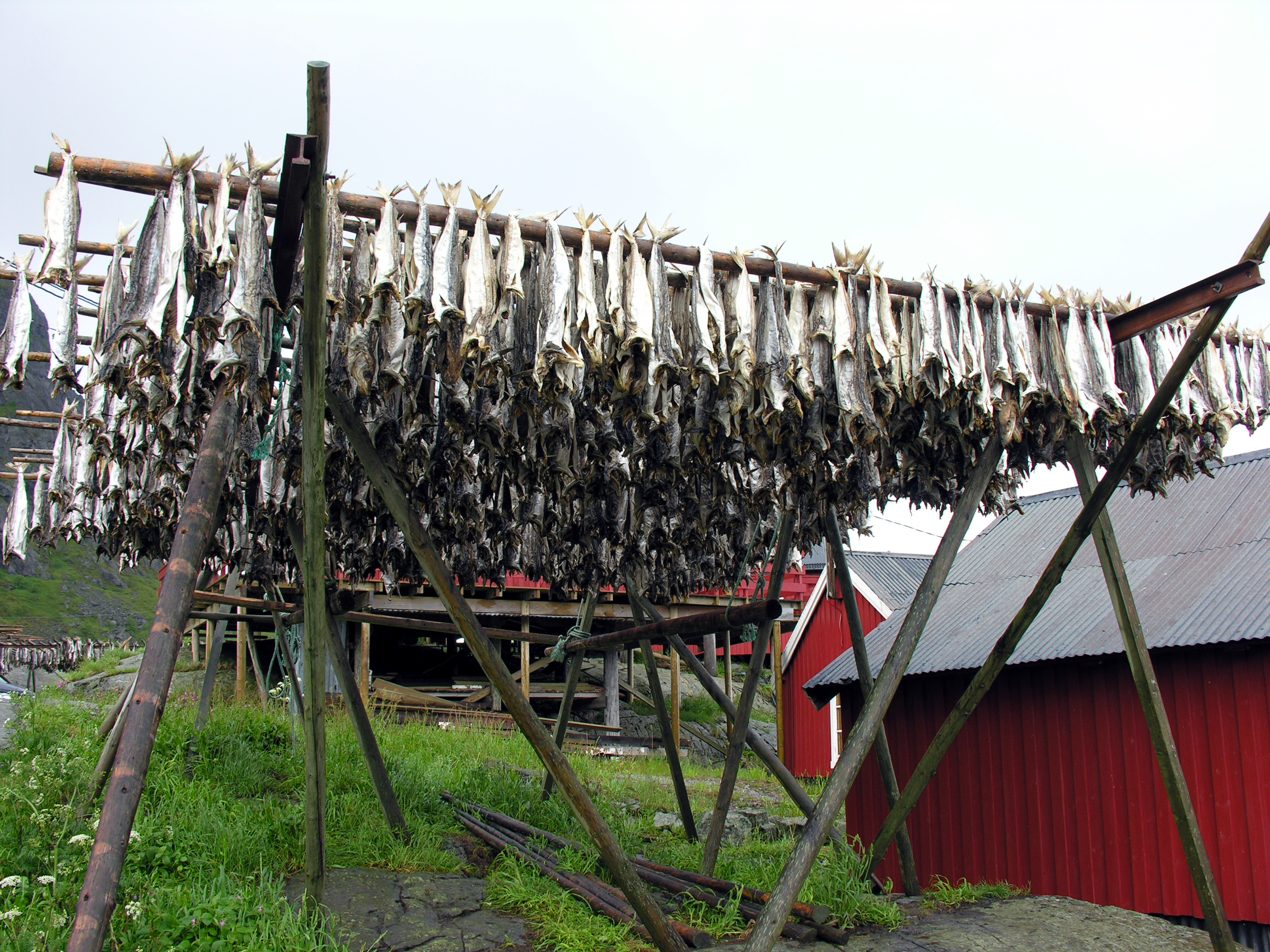
Stoccafisso che si essicca nelle isole Lofoten

In Norvegia l'allevamento si basa soprattutto su un'economia foraggera, caratterizzata dalla produzione del latte e dei suoi derivati (burro, formaggi, eccetera) e praticata in piccole aziende a economia intensiva in cui si compensano i limiti del clima e della necessità di usare razze bovine sufficientemente resistenti con una tecnica progreditissima di allevamento del bestiame. Tuttavia sono molto utilizzati anche gli ovini e i suini, per via della buona produzione di carne e lana.
Di estrema importanza è anche la pesca, settore nel quale la Norvegia è famosa nel mondo soprattutto per le esportazioni di salmone, merluzzo e, secondariamente, trota e aringa. Invece la caccia alle balene, che il Paese permette nonostante i divieti internazionali, stona con l'immagine pulita che vuole dare di sé: il numero di esemplari uccisi supera quello di Giappone e Islanda.
Quanto alle coltivazioni, sono destinate per lo più all'alimentazione del bestiame, con orzo e avena e occupano solo il 2,5% della superficie totale norvegese. Tuttavia, se da una parte la superficie coltivata o tenuta a pascolo risulta esigua, dall'altra è vero che la foresta occupa più di un quarto della superficie del Paese, costituendo una fonte di frutti di bosco, selvaggina e, soprattutto, carta e legno. A tal proposito, bisogna dire che la foresta norvegese è disposta in lingue di bosco lungo i versanti ripidi dei fiordi e ciò la rende molto più difficile da sfruttare di quella svedese; inoltre il trasporto del legname è assai difficoltoso per la conformazione del territorio, perciò viene effettuato in genere via mare, tranne che nel sud del Paese.
Quanto alle risorse minerarie, il territorio norvegese mette a disposizione per il mercato interno e l'export soprattutto ferro, zinco, titanio, rame e piriti. Nel giugno 2024 è stata inoltre annunciata in Norvegia la scoperta del più grande giacimento europeo di terre rare fino a quel momento, a Fensfeltet, solidificando ulteriormente l'importanza del settore minerario per l'economia nazionale.

### Settore secondario
La notevole espansione economica norvegese degli ultimi anni è dovuta soprattutto allo sfruttamento dei giacimenti petroliferi del Mare del Nord e quindi all'esportazione di petrolio e gas; infatti per entrambi la Norvegia è il primo esportatore europeo e, nel caso del petrolio, il terzo mondiale. Ciò nonostante, la Norvegia si è particolarmente impegnata nella decarbonizzazione, puntando soprattutto sulla produzione di energia idroelettrica, gestita dall'azienda statale Statkraft; infatti la grande disponibilità idrica e i molteplici salti naturali, fra fiordi e cascate, le hanno permesso di soddisfare così circa l'88% del proprio fabbisogno energetico e di diventare il primo produttore del continente europeo di energia idroelettrica e il sesto del mondo. Molto buona è anche la produzione di energia eolica, sia a terra sia offshore, che grazie all'elevata ventosità del territorio e dei mari permette di soddisfare circa l'11% del fabbisogno energetico nazionale. Inoltre, nel giugno 2024 il governo norvegese in carica, presieduto dal socialdemocratico Støre, ha nominato una commissione tecnica per valutare, entro l'aprile del 2026, la costruzione di grandi centrali elettriche a fissione nucleare, mentre a livello locale si sta valutando l'istallazione di Small Modular Reactor.
Infine, sono importanti le industrie legate alla lavorazione della carta, del legno e delle già citate risorse minerarie.

### Settore terziario
La Norvegia è all'avanguardia in settori quali quello bancario, quello assicurativo, quello della finanza e quello dei servizi; inoltre, negli ultimi anni sono stati fatti molti investimenti, sia pubblici sia privati, in innovazione tecnologica e digitalizzazione, cosa che ha portato la Norvegia a classificarsi al ventunesimo posto nel Global Innovation Index del 2024 pubblicato dall'Organizzazione Mondiale per la Proprietà Intellettuale.

## Ambiente
La Norvegia ha trentatré parchi nazionali riconosciuti. Le aree protette, invece, vengono suddivise in tre categorie: Paesaggi Protetti, Riserve Naturali e Monumenti Naturali.

### Flora

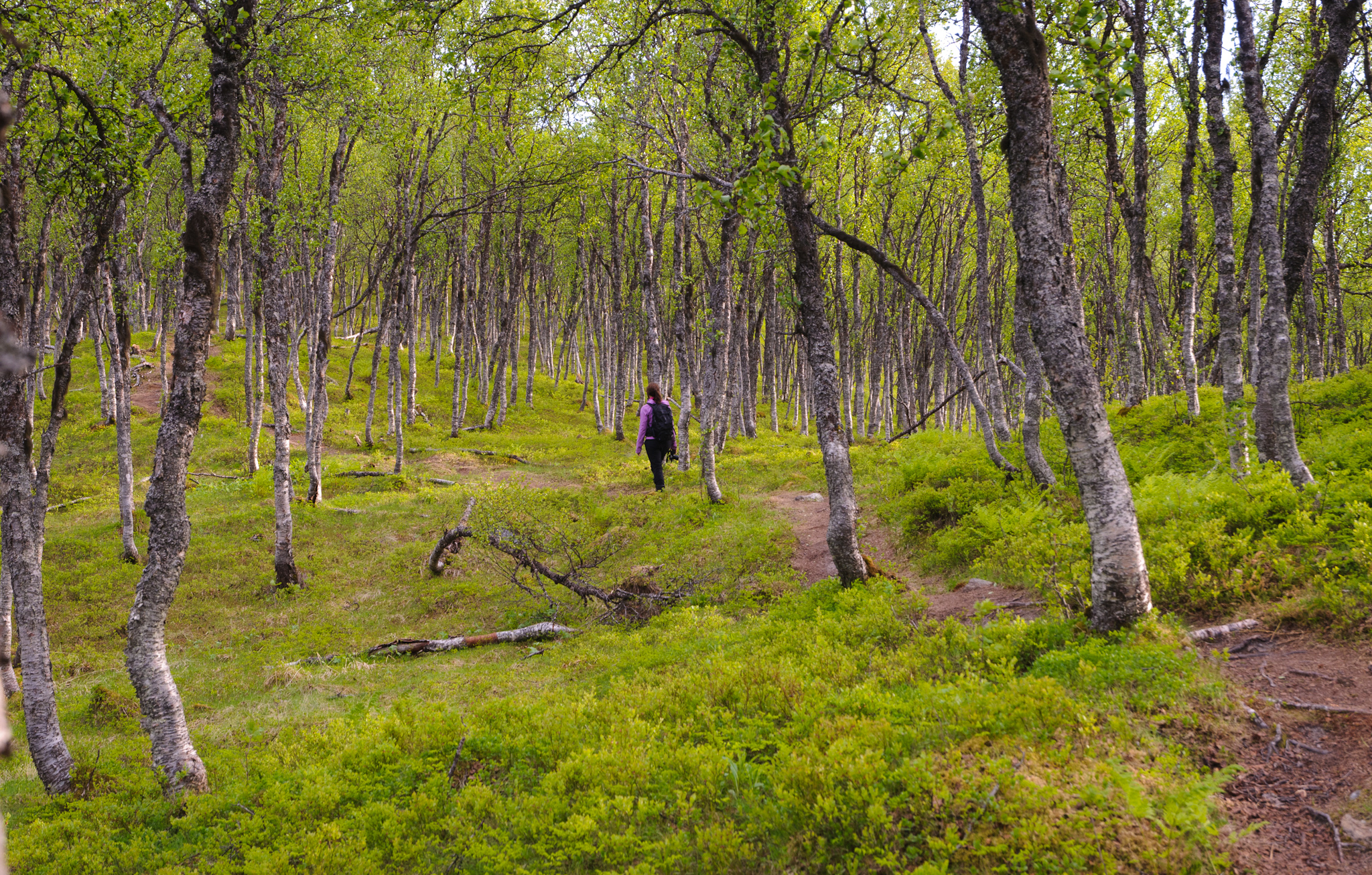
Bosco di betulle a Tromsø

La flora norvegese è molto influenzata dalle condizioni climatiche: un quarto del territorio è occupato da foreste, limitate alle zone interne sopra i 1000 m di quota. A nord vi è la tundra, cioè aree formate da immense praterie erbose coperte di neve in inverno e di fiori nella breve estate. Le piante tipiche della zona sud-occidentale sono le latifoglie, in particolare querce, faggi, olmi e betulle.

### Fauna
La fauna è caratterizzata a nord da animali come la renna, la lepre polare, la volpe e in particolare il lemming, mentre a sud vi sono cervi, alci, lupi e orsi. Buoi muschiati sono stati reintrodotti nel 1947, provenienti dalla Groenlandia. I laghi e i fiumi sono ricchi di lucci, salmoni e trote. Nelle coste invece sono presenti animali molto importanti per l'economia norvegese: il merluzzo e l'aringa.

## Cultura

### Arte

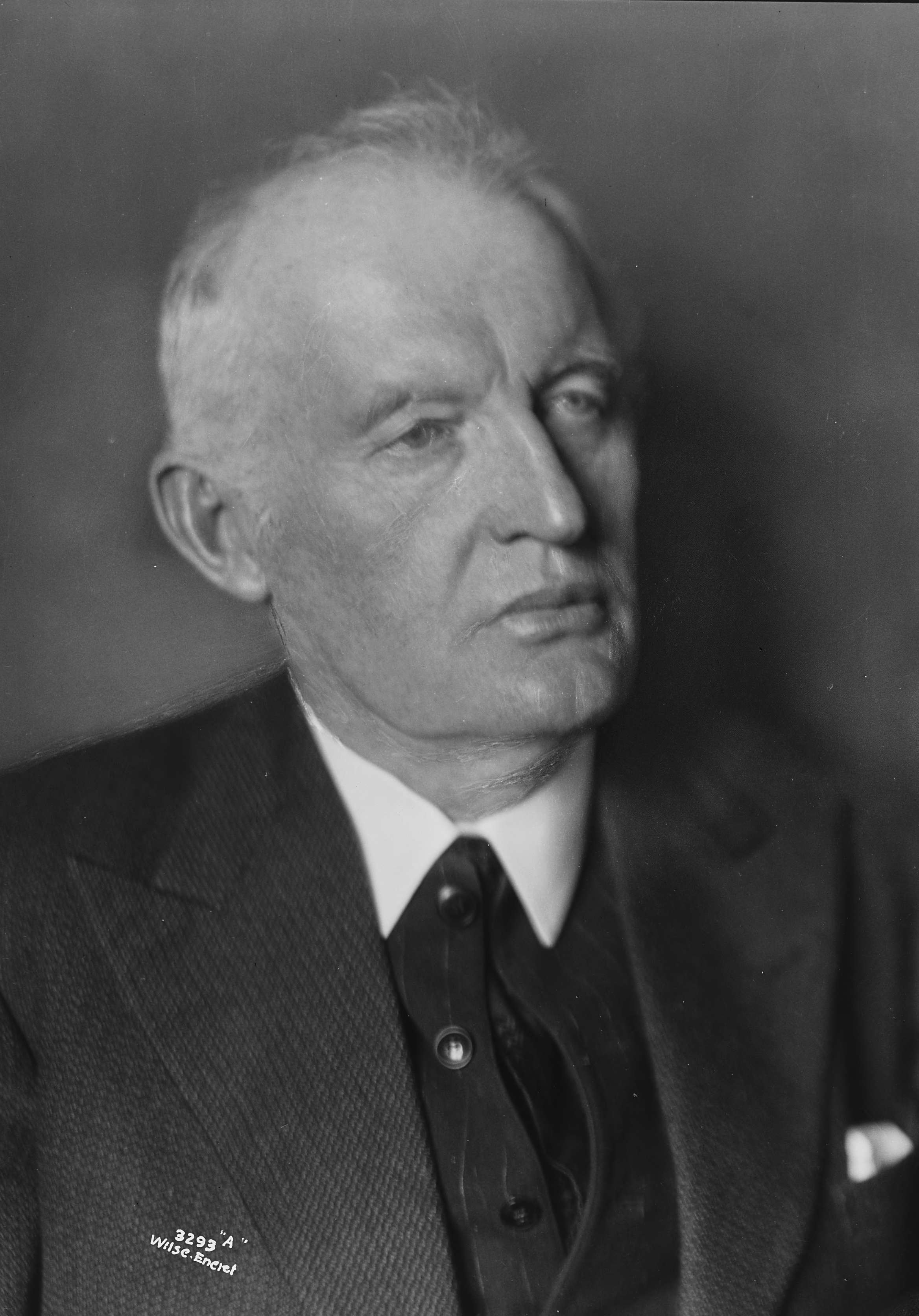
Edvard Munch, tra i maggiori esponenti dell'espressionismo.

Il maggiore centro culturale del Paese è Oslo, dove sono presenti le principali università, biblioteche e musei come il Museo di storia naturale e la Galleria nazionale. Nel XIX secolo l'arte romantica ha un importante esponente in Johan Christian Dahl. Ma il più famoso pittore norvegese è Edvard Munch, esponente dell'espressionismo, celebre per il suo L'urlo (1893). A Oslo Gustav Vigeland ha realizzato un intero parco (Parco di Vigeland), composto da oltre duecento opere.

### Patrimoni dell'umanità
Diversi siti norvegesi sono stati iscritti nella Lista dei patrimoni dell'umanità dell'UNESCO.

### Diritto
Nel XIII secolo nei Paesi scandinavi si assiste a un importante sviluppo in campo legislativo, in particolare in Norvegia, con il re Magnus VI, che nel 1274 promulga la Magnus Lagabøtes landslov, che costituisce uno dei primi esempi di legislazione nazionale completa emanata da un’autorità centrale in Europa

### Letteratura
Nel XX secolo fu assegnato il Premio Nobel per la letteratura a tre scrittori norvegesi: Bjørnstjerne Bjørnson nel 1903, Knut Hamsun nel 1920 e Sigrid Undset nel 1928. Sempre nel XX secolo, scrittori come Dag Solstad, Jon Fosse, Cora Sandel, Olav Duun, Olav H. Hauge, Gunvor Hofmo, Stein Mehren, Kjell Askildsen, Hans Herbjørnsrud, Aksel Sandemose, Bergljot Hobæk Haff, Jostein Gaarder, Roald Dahl, Erik Fosnes Hansen, Jens Bjørneboe, Kjartan Fløgstad, Lars Saabye Christensen, Johan Borgen, Herbjørg Wassmo, Jan Erik Vold, Rolf Jacobsen, Olaf Bull, Jan Kjærstad, Georg Johannesen, Tarjei Vesaas, Sigurd Hoel, Arnulf Øverland e Johan Falkberget hanno dato importanti contributi alla letteratura norvegese.

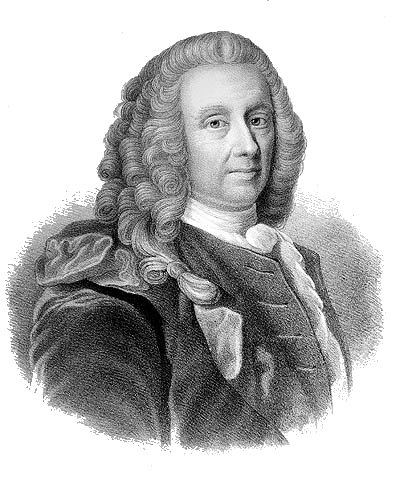
Ludvig Holberg (1684–1754)
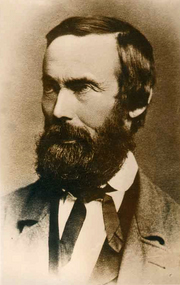
Aasmund Olavsson Vinje (1818–1870)
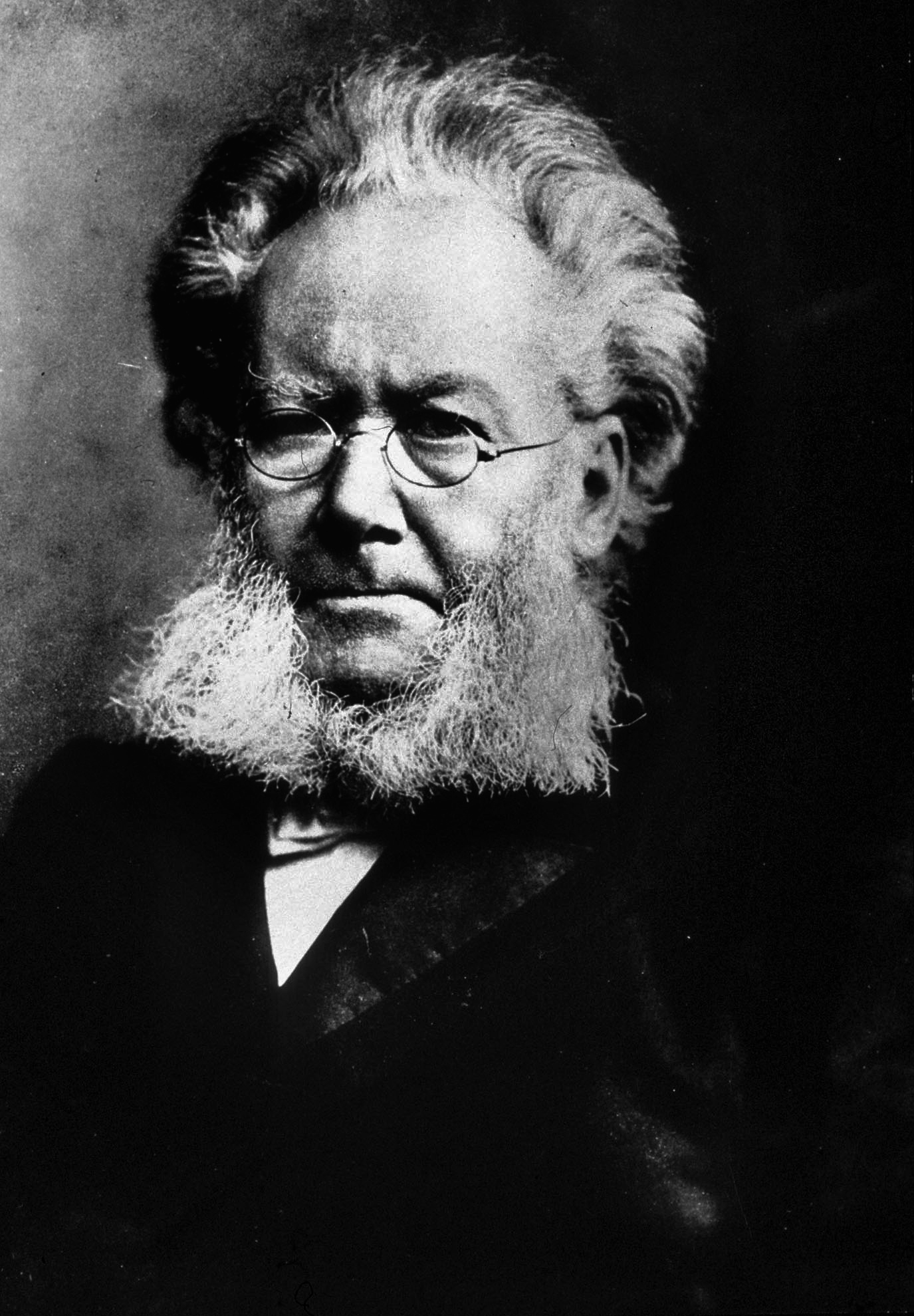
Henrik Ibsen (1828–1906)
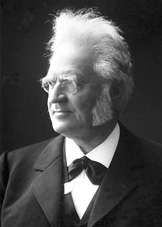
Bjørnstjerne Bjørnson (1832–1910)
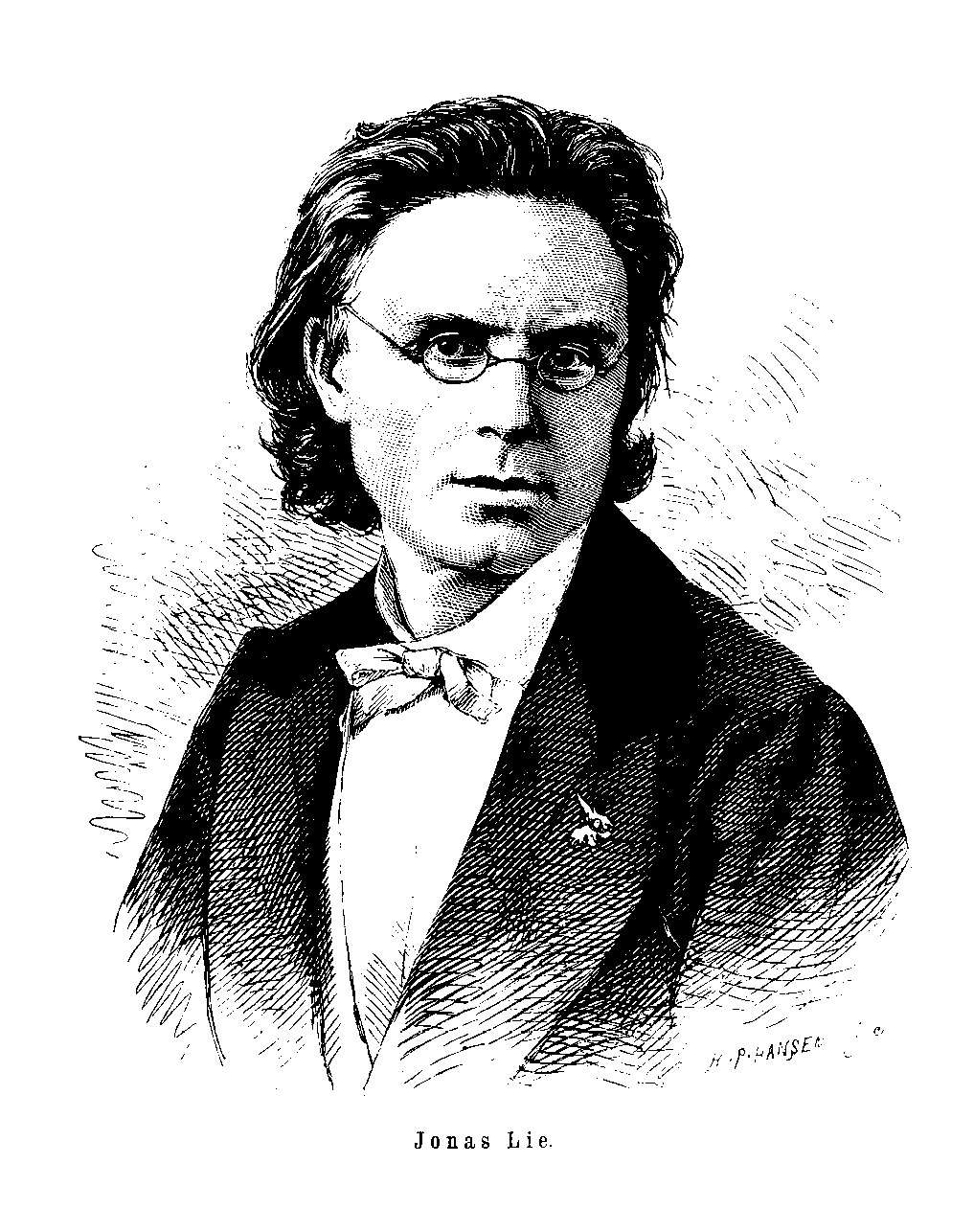
Jonas Lie (1833–1908)
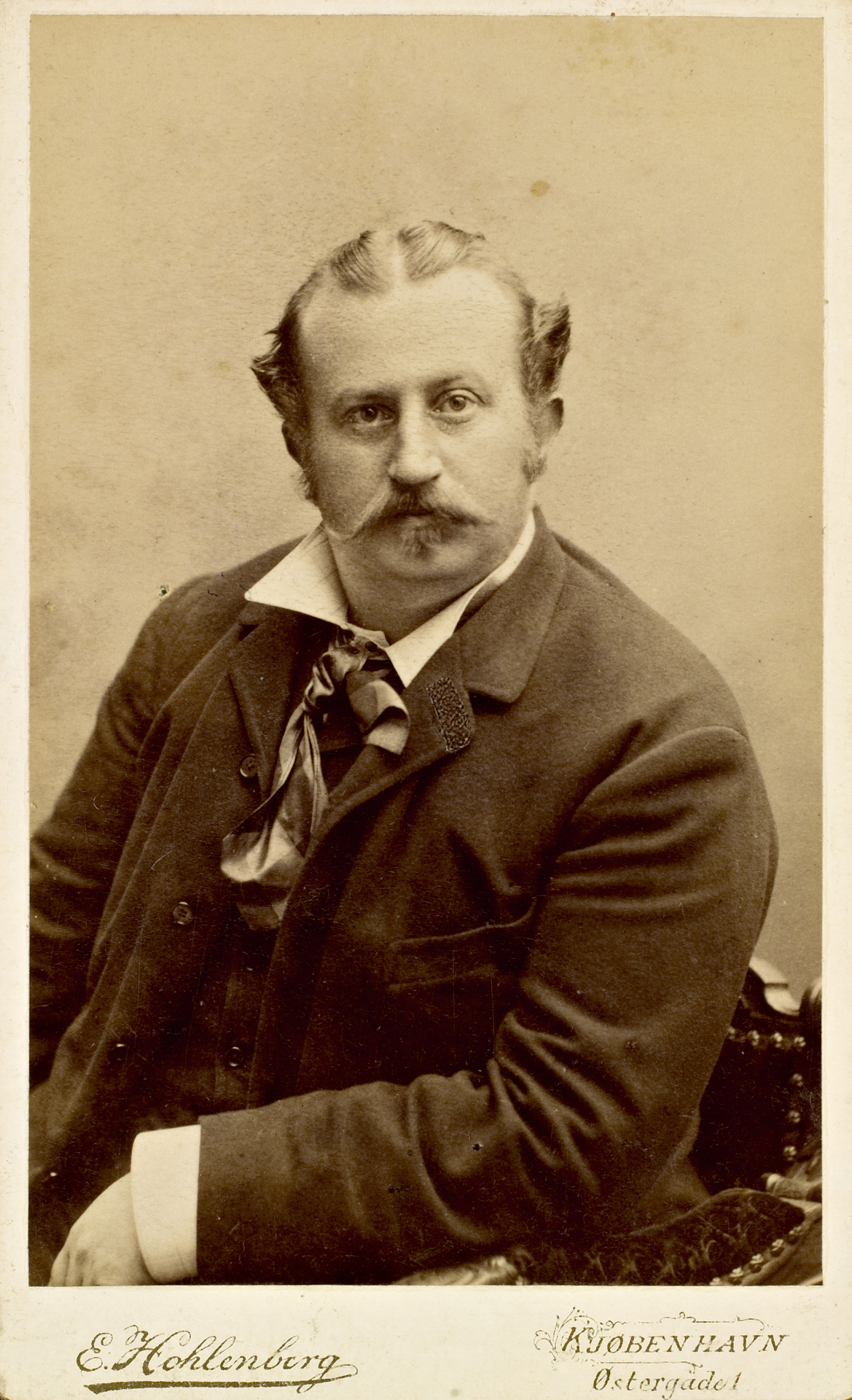
Alexander Kielland (1849–1906)
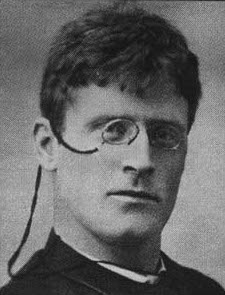
Knut Hamsun (1859–1952)
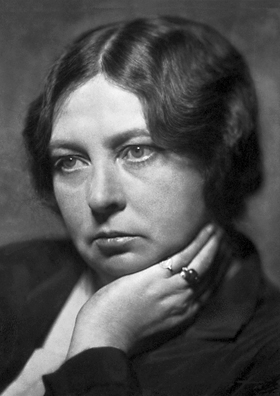
Sigrid Undset (1882–1949)

### Musica

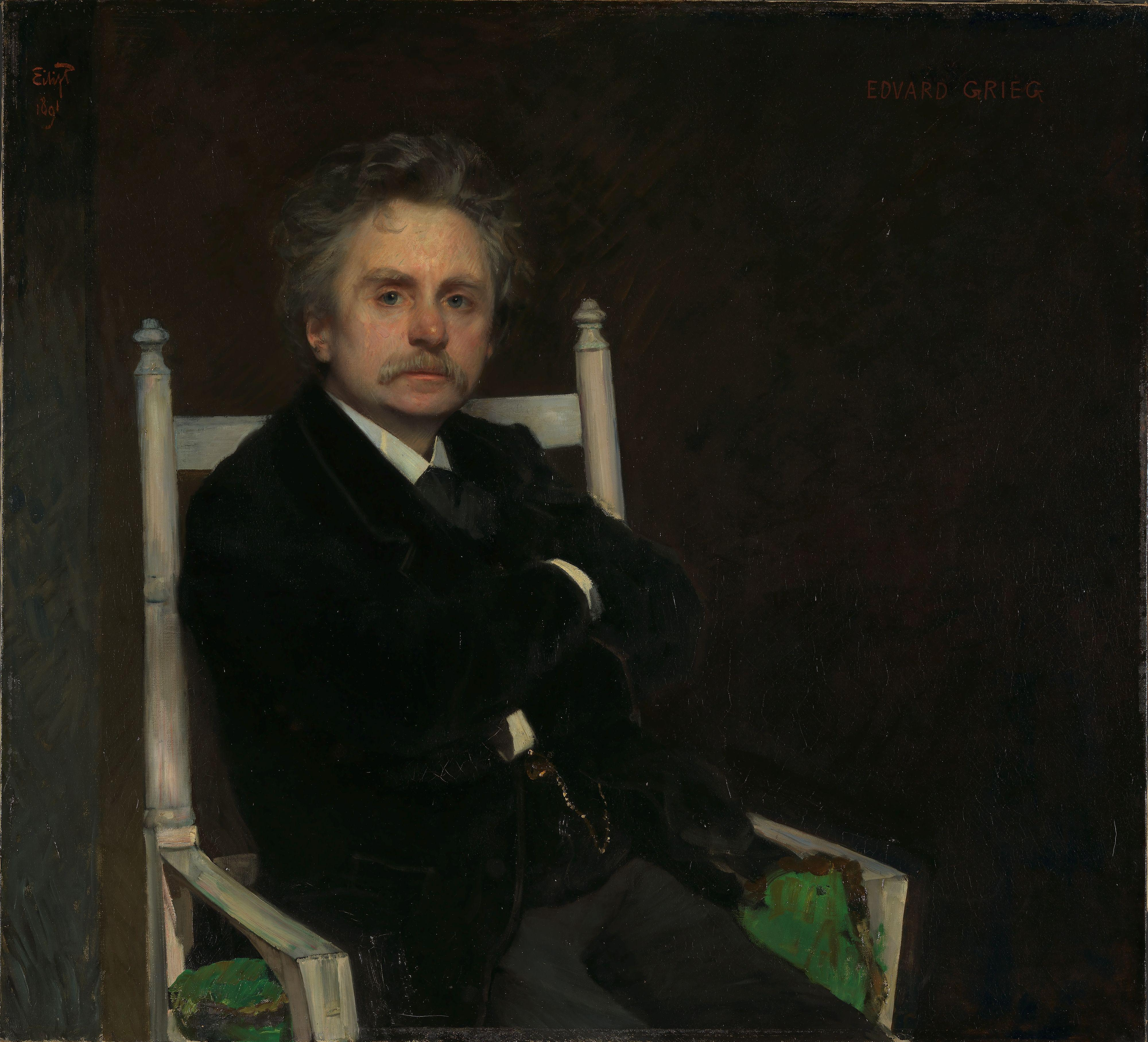
Edvard Grieg, il più importante compositore norvegese.

Tra gli strumenti musicali originari della Norvegia possiamo ricordare lo hardingfele, tipo di strumento a corda.
Il più celebre compositore classico norvegese è Edvard Grieg, esponente del nazionalismo musicale e della musica romantica, la cui musica è stata la prima proveniente dalla Norvegia unita, anche se precedentemente, durante l'unione con la Svezia, erano vissuti Halfdan Kjerulf e il violinista Ole Bull i quali ebbero successo sia in Europa sia negli Stati Uniti d'America. Oggi i più importanti rappresentanti della musica classica norvegese sono le due orchestre filarmoniche di Oslo e di Bergen; va inoltre segnalato il lavoro del compositore Thomas Bergersen, precedentemente nel duo Two Steps form Hell, nell'ambito della musica orchestrale per colonne sonore e trailer cinematografici e televisivi.
Dagli anni '60 del Novecento in poi, un ruolo di primissimo piano nella musica jazz contemporanea è certamente quello del sassofonista e compositore Jan Garbarek, autore di punta dell'etichetta ECM, celebre per le sue contaminazioni con le forme musicali etniche e il jazz di avanguardia. Negli anni '70 ha avuto un grande ruolo la cantante jazz Radka Toneff, mentre dagli anni '90 hanno ottenuto successo, in ambienti di nicchia, i Supersilent, quartetto (e poi trio) di un jazz d'avanguardia improvvisato e ricco di elettronica e i Jaga Jazzist, esponenti di un nu jazz elettronico e fuso con elementi rock.
Nati negli anni ottanta, sono saliti alla ribalta internazionale gli A-ha, esplosi in tutto il mondo nel 1985 con il brano synth pop Take on Me; gli A-ha, sciolti nel 2010 e riformatisi nel 2015 (attivi tuttora) dopo trent'anni di successi, sono considerati la più importante band norvegese a livello mondiale e la seconda scandinava (dopo gli ABBA); per tale motivo i suoi membri (Morten Harket, Pal Waaktaar e Magne Furuholmen) hanno ricevuto il più alto riconoscimento concedibile dalla Corona norvegese: la Croce di Sant'Olav.
Negli anni '90, nell'ambito del rock alternativo, grande riscontro europeo ha avuto la band Motorpsycho, formatasi nel 1989 e oggi ancora attiva.
Nell'ambito del rock più underground, invece, la Norvegia è nota soprattutto per aver dato i natali al genere black metal. Quasi tutti i gruppi più importanti del genere, nel suo periodo d'oro, sono norvegesi: esempi ne sono i Mayhem, gli Immortal, gli Emperor, Burzum, i Dimmu Borgir, i Gorgoroth, i Darkthrone, gli Ancient, i Limbonic Art, i Carpathian Forest, i Satyricon, i Gehenna, i 1349, i Taake e i Keep of Kalessin. Gli esponenti di alcuni di questi gruppi, in particolare Varg Vikernes, balzarono alla cronaca anche per aver compiuto gesti criminali e delittuosi (fra cui il rogo di alcune chiese storiche negli anni novanta), forse connessi con il Black Metal Inner Circle, una presunta setta la cui effettiva esistenza è tuttora oggetto di controversie.
Sempre negli anni '90 sono nate molte band metal appartenenti a generi più o meno underground. Un esempio è il funeral doom dei Funeral, da cui il genere prende il nome; un'altra band, i The 3rd and the Mortal, è stata fra le prime a rendere più melodico il doom metal, portando così alla nascita del gothic metal con voce femminile sviluppato propriamente dai connazionali Theatre of Tragedy e Tristania in primis e poi dai Sirenia, dai Trail of Tears e dagli Octavia Sperati. Naturalmente la Norvegia è molto importante anche per la scena folk metal con gruppi come gli Storm, i Kampfar, i Lumsk, gli Ásmegin e i Trollfest, mentre i Gåte mescolano il folk metal con il progressive rock. Dall'incontro fra folk e black metal è nato il viking metal di gruppi quali i Borknagar, i Kampfar, i Windir e gli Enslaved, con questi ultimi a utilizzare anche chiari elementi progressive metal. A tal proposito, a partire dagli anni '90 e ancor di più negli anni 2000 si è sviluppato un fiorente panorama progressive metal e neoprogressive rock, nel quale spiccano in particolare artisti quali i Leprous (e il loro cantante, Einar Solberg, da solista), i Circus Maximus, i Conception, gli Airbag e i Madder Mortem; peculiari sono inoltre l'ibrido di folk e prog rock dei Kalandra e lo sperimentalismo, che guarda anche al metal estremo, di Ihsahn (già leader degli Emperor). Un percorso singolare è stato inoltre quello fatto dagli Ulver, che nel corso della loro carriera sono passati dal black metal al pubblicare synth pop, darkwave, trip hop e art rock.
In ambito neofolk ed etnico, spiccano in particolare i Wardruna e gli Heilung, con questi ultimi composti anche da musicisti danesi e tedeschi; entrambi i gruppi hanno partecipato a colonne sonore di serie tv e videogiochi di portata internazionale.
Gli anni 2000 hanno visto l'emergere del cantautorato femminile, come quello in bilico fra jazz e indie pop dei progetti di Susanna Wallumrød, quello fra chamber folk e trip hop di Ane Brun, quello fra folk e soft rock di Kari Rueslåtten e quello intimista di Rebekka Karijord. Particolare influenza e successo ha avuto Susanne Sundfør, artista poliedrica che nel corso della sua carriera ha esplorato in modo personale l'art pop, il pop sperimentale, il jazz, il folk acustico cantautoriale, il dream pop, il synth pop, l'electropop, il pop barocco, l'euro disco e la musica elettroacustica colta. Nell'ambito del cantautorato più pop e radiofonico, hanno ottenuto un successo internazionale prima Lene Marlin, da fine anni '90 e poi Aurora, dagli anni 2010; a quest'ultima la critica ha riconosciuto uno stile personale e originale ed è anche stata citata come diretta fonte di ispirazione da Billie Eilish. Nel panorama più mainstream sono emerse anche Emilie Nicolas, Sigrid, Anna of the North, Girl in Red, Astrid S, il duo Elsa & Emilie (ed Elise Bay da solista) e Moyka, mentre sul fronte maschile già dagli inizi degli anni 2000 ha raggiunto il successo internazionale il gruppo indie pop Kings of Convenience. In patria anche i cantanti Tix, Katastrofe e il duo Marcus & Martinus hanno ottenuto un buon riscontro commerciale.
Gli anni 2000 hanno visto anche lo sviluppo della scena norvegese della musica elettronica, che ha ottenuto risalto internazionale grazie al duo synth pop Röyksopp, al gruppo Keiino e ai DJ e produttori EDM Alan Walker, Kygo, André Bratten, Ørjan Nilsen e i Kream. Riguardo alla musica hip hop, invece, si possono citare i Madcon e i Karpe.
La Norvegia è stata protagonista dell'Eurovision Song Contest in più occasioni; in particolare ha vinto la competizione tre volte: nel 1985 con il brano La Det Swinge cantato dal duetto Bobbysocks, nel 1995 con il brano strumentale Nocturne del duo Secret Garden e nel 2009 con Fairytale di Alexander Rybak.
Dal 1972 i principali premi conferiti agli artisti musicali norvegesi sono gli Spellemannprisen, considerati per l'appunto i "Grammy norvegesi".

### Cinema
Il Premio Amanda viene assegnato annualmente per promuovere il cinema norvegese. Tra i film che hanno ricevuto più riconoscimenti spicca Reprise (2006), diretto da Joachim Trier e vincitore di tre premi Amanda e di un Tulipano d'oro come miglior film. Altri registi noti sono Liv Ullmann, anche attrice, Erik Poppe, che ha diretto il film Utøya 22. juli (2018), sul Massacro sull'isola di Utøya avvenuto nel 2011 e Kristoffer Borgli, che ha diretto Sick of Myself e Dream Scenario.
Nel corso degli anni, sei film norvegesi sono stati candidati al Premio Oscar nella categoria miglior film in lingua straniera (poi rinominata "miglior film internazionale"): Nove vite (1958) di Arne Skouen, L'arciere di ghiaccio (1988) di Nils Gaup, Gli angeli della domenica (1997) di Berit Nesheim, Elling (2002) di Petter Næss, Kon-Tiki (2013) di Joachim Rønning e Espen Sandberg e La persona peggiore del mondo (2022) di Joachim Trier. Inoltre due film sono stati inseriti nella short list della categoria, rispettivamente del 2017 e del 2021: La scelta del re di Erik Poppe e Hope di Maria Sødahl.

## Scienza e tecnologia

### Medicina
Nel 1873 venne scoperto il bacillo della lebbra (Mycobacterium leprae) dal dermatologo norvegese Gerhard Armauer Hansen.

### Matematica

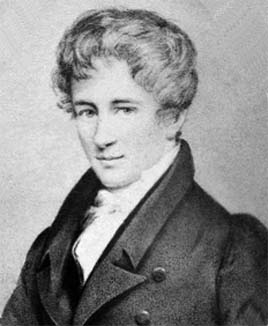
Niels Henrik Abel, tra i più importanti matematici del XIX secolo.

In ambito matematico nel XIX secolo si distinse Niels Henrik Abel, noto per il suo contributo nel campo dell'algebra: dal matematico Abel prende il nome il Premio Abel, assegnato annualmente dal re di Norvegia a un matematico straniero che si sia distinto in questa disciplina.

### Le grandi esplorazioni

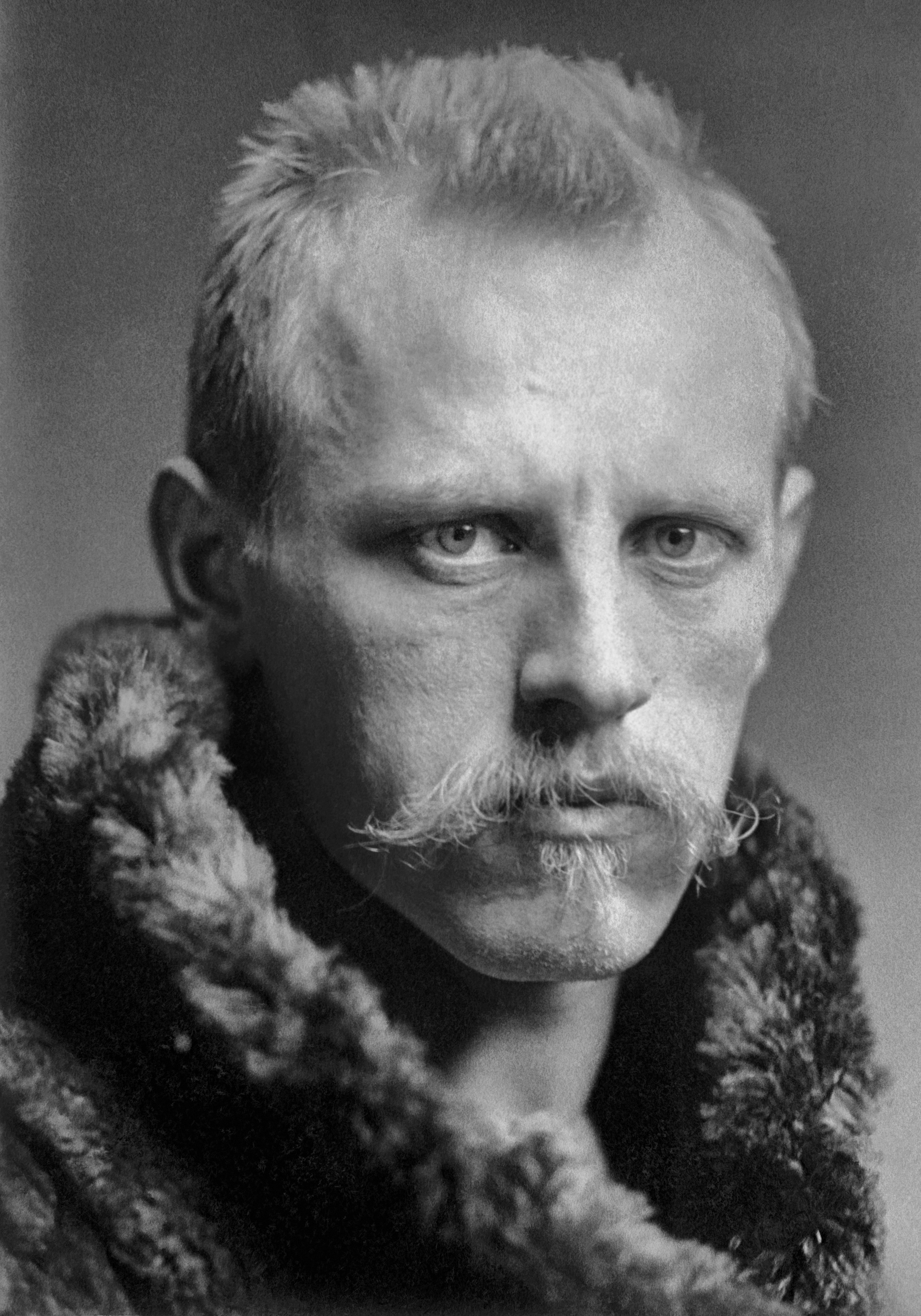
Fridtjof Nansen.

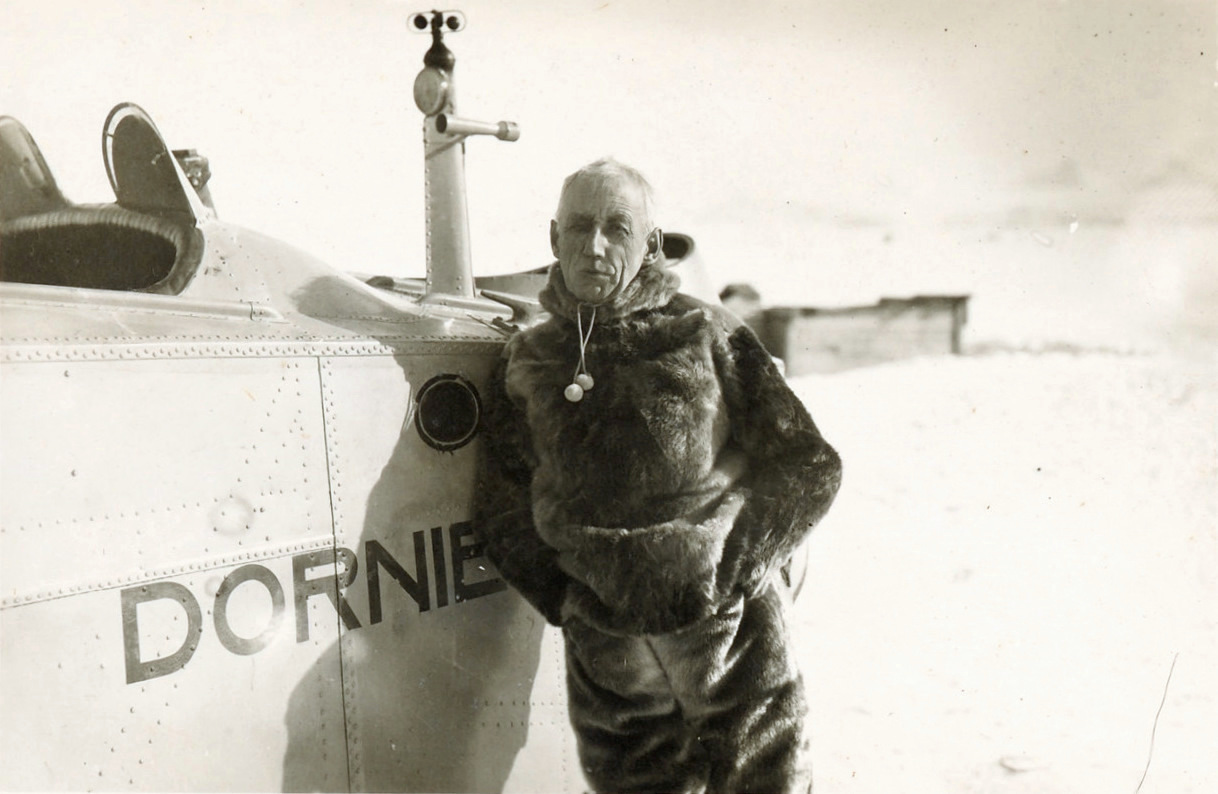
Roald Amundsen,primo uomo a raggiungere il polo sud, nel 1911.

Nel XX secolo ebbero particolare risalto le imprese di due grandi esploratori norvegesi:
- Fridtjof Nansen, che, tra il 1888 e il 1889, fu il primo uomo ad attraversare con gli sci la Groenlandia
- Roald Amundsen, primo uomo a raggiungere il Polo sud, il 14 dicembre 1911

### La Norvegia nello spazio
Nell'ambito delle missioni spaziali ricordiamo il lancio, il 20 maggio 1997, del satellite Thor 2, il primo satellite della Norvegia. Il 1º aprile 2025 Jannicke Mikkelsen è la prima donna norvegese nello spazio 

## Sport
Lo sport in Norvegia è molto praticato, soprattutto nell'ambito degli sport invernali. Infatti, la Norvegia occupa la seconda posizione nel medagliere dei Giochi olimpici invernali con un totale di 368 medaglie (132 d'oro, 125 d'argento e 111 di bronzo), dietro solo la Germania se si sommano quelle ottenute nel periodo della separazione in Germania Ovest e Germania Est che ha un totale di 408 medaglie (150 d'oro, 145 d'argento e 113 di bronzo).

### Biathlon e sci di fondo
Nell'ambito invernale sono particolarmente popolari il biathlon e lo sci di fondo; infatti, i due atleti più titolati ai Giochi olimpici invernali, Ole Einar Bjørndalen, vincitore di sei medaglie d'oro, quattro d'argento e una di bronzo, e Bjørn Dæhlie, vincitore di 8 medaglie d'oro e quattro d'argento, sono entrambi norvegesi. Sempre Bjørn Dæhlie, tra le altre cose, ha conquistato sei Coppe del Mondo di sci di fondo tra il 1991 e il 1999, mentre Ole Einar Bjørndalen ha conquistato 36 medaglie ai Campionati del mondo di biathlon (sedici d'oro, undici d'argento e nove di bronzo), con in aggiunta 6 Coppe del Mondo, di cui cinque tra il 2002 e il 2009.

### Nuoto
In ambito estivo solamente negli ultimi anni sono emersi atleti norvegesi capaci di mettersi in luce nelle manifestazioni internazionali più importanti. Tra questi rientrano il nuotatore Alexander Dale Oen, specializzato nei 100 metri rana e vincitore della medaglia d'argento ai Giochi olimpici di Pechino 2008 e della medaglia d'oro ai Mondiali di Shanghai 2011.

### Atletica leggera
Nella disciplina dell'atletica leggera Andreas Thorkildsen, specializzato nel lancio del giavellotto, è vincitore di due medaglie d'oro alle Olimpiadi, rispettivamente ad Atene 2004 e Pechino 2008, una medaglia d'oro e tre d'argento ai Campionati mondiali e due medaglie d'oro ai Campionati europei rispettivamente a Göteborg 2006 e Barcellona 2010.
I tre fratelli Ingebrigtsen, Jakob, Henrik e Filip, hanno raggiunto importanti risultati nella specialità dei 1500 metri essendosi tutti laureati campioni d'Europa nella specialità. Alle Olimpiadi di Tokio 2020, Jakob Ingebrigsten ha vinto la medaglia d'oro nei 1500 metri.
Nei 400 metri ostacoli primeggia Karsten Warholm, che ha vinto due ori mondiali a Londra 2017 e a Doha 2019. Alle Olimpiadi di Tokio 2020, ha vinto la medaglia d'oro nella stessa specialità, stabilendo il nuovo record mondiale.

### Canottaggio
Per il canottaggio ricordiamo invece Olaf Tufte e Kjetil Borch.

### Scacchi
Gli scacchi sono uno sport riconosciuto dal Comitato Olimpico Internazionale e in questo ambito troviamo uno scacchista norvegese che è riconosciuto come uno dei migliori scacchisti della storia, cinque volte campione del mondo assoluto dal 2013 al 2023, ossia Magnus Carlsen. Ha partecipato anche alle Olimpiadi degli scacchi, rappresentando la propria nazione.
Grazie a Magnus Carlsen gli scacchi sono diventati uno sport piuttosto praticato e seguito in Norvegia ed è riuscito a influenzare anche (e non poco) altri Paesi del mondo, in particolare quelli europei, dove gli scacchi erano rimasti un po' indietro rispetto ai Paesi degli altri continenti, special modo quelli dell'Asia o rispetto agli Stati Uniti d'America.
Un altro scacchista norvegese degno di essere nominato è Aryan Tari.

### Calcio
Il calcio ha raggiunto una discreta popolarità in ambito maschile: la nazionale di calcio della Norvegia ha ottenuto finora il miglior risultato con la conquista della medaglia di bronzo ai Giochi olimpici di Berlino 1936, mentre è abbastanza praticato in ambito femminile, la cui nazionale di calcio, campione del mondo nel 1995, è arrivata a conquistare l'oro olimpico ai Giochi olimpici di Sydney 2000.
Nel 1990 è stato istituito il Premio Kniksen, assegnato, ogni anno, al miglior calciatore norvegese: il Premio è intitolato al calciatore norvegese Roald Jensen, soprannominato Kniksen.

### Tennis
Il tennis sta crescendo negli ultimi anni grazie al tennista Casper Ruud che è arrivato il 12 settembre 2022 numero 2 del ranking mondiale e sempre nel 2022 è arrivato in finale al Roland Garros, all’US Open e alle ATP Finals.

### Giochi olimpici
La Norvegia è al primo posto nel medagliere complessivo per nazioni ai Giochi olimpici invernali. I norvegesi occupano i primi tre posti nella graduatoria per medaglie vinte alle Olimpiadi invernali: nell'ordine, Marit Bjørgen, Ole Einar Bjørndalen e Bjørn Dæhlie.
Il primo oro olimpico per la Norvegia fu conquistato nel Tiro ai Giochi della IV Olimpiade - Carabina libera a squadre di Londra 1908 e la prima in assoluto fu la medaglia di bronzo vinta da Carl Albert Andersen nel salto con l'asta, a Parigi nel 1900.

### Gastronomia
La cucina norvegese si basa in particolare sull'utilizzo del pesce e delle carni.

## Folclore e tradizioni
Tipici folletti del folclore norvegese e scandinavo sono i Nisser, spesso associati al periodo natalizio in Norvegia e Danimarca.

## Festività
La Festa dell'Indipendenza, celebrata il 17 maggio (data in cui nel 1814 la Norvegia ottenne una Costituzione propria), è la ricorrenza più importante del calendario norvegese.
| Data                 | Nome italiano                       | Nome norvegese                     | commenti                                              |
| -------------------- | ----------------------------------- | ---------------------------------- | ----------------------------------------------------- |
| 1º gennaio           | Capodanno                           | Nyttårsdag                         |                                                       |
| Domenica (variabile) | Domenica delle Palme                | Palmesøndag                        | La domenica precedente la domenica di Pasqua          |
| Giovedì (variabile)  | Giovedì santo                       | Skjærtorsdag                       | Il giovedì precedente la domenica di Pasqua           |
| Venerdì (variabile)  | Venerdì santo                       | Langfredag                         | Il venerdì precedente la domenica di Pasqua           |
| Domenica (variabile) | Pasqua                              | Første påskedag                    | Il giorno di Pasqua                                   |
| Lunedì (variabile)   | Lunedì dell'Angelo                  | Andre påskedag                     | Il giorno dopo Pasqua                                 |
| 1º maggio            | Festa del lavoro                    | Første mai                         |                                                       |
| 17 maggio            | Giorno della Costituzione norvegese | Syttende mai oppure Grunnlovsdagen | Festa nazionale norvegese                             |
| Giovedì (variabile)  | Ascensione                          | Kristi himmelsfartsdag             | Quaranta giorni dopo Pasqua                           |
| Domenica (variabile) | Pentecoste                          | Første pinsedag                    | Cinquanta giorni dopo Pasqua                          |
| Lunedì (variabile)   | Lunedì di Pentecoste                | Andre pinsedag                     | Il lunedì dopo Pentecoste                             |
| 25 dicembre          | Natale in Norvegia                  | Første juledag                     | Celebrazioni per la ricorrenza del Natale             |
| 26 dicembre          | Santo Stefano                       | Andre juledag                      |                                                       |
| Tutte le domeniche   | giorno di riposo                    |                                    | Festività ufficiali - I nomi seguono l'anno liturgico |

Tra le tradizioni norvegesi può essere citato il Russefeiring, un periodo di festeggiamenti degli studenti dell'ultimo anno del liceo che si svolge nella prima metà di maggio.